# Kim Lundgren
Kim Shearer Lundgren (* 29. Juni 1942 in Portland, Oregon) ist ein US-amerikanischer Pilot und Gründer der Fluggesellschaft Air Berlin.

## Leben
Lundgren wurde am 29. Juni 1942 in Portland, Oregon als zweites von sechs Kindern von Leonard Emil Lundgren (1912–1998) und Evelyn Ruth, geborene Zehntbauer (* 1914) geboren. Er wuchs in Camp Sherman, Oregon auf einer Farm auf. Sein Großvater väterlicherseits, war ein Einwanderer aus Kalmar, Schweden, seine Großmutter war dänischer Herkunft. Seine mütterliche Seite stammte teilweise ursprünglich aus Hessen, immigrierte aber bereits im frühen 19. Jahrhundert nach Missouri. Sein Großvater mütterlicherseits, war der Unternehmer und Gründer von Jantzen einer bekannten Marke für Badebekleidung.
Sein Vater besaß das Unternehmen Lelco im Bereich der Holzindustrie. Kim Lundgren war zunächst Pilot bei Pan Am. Er gründete sein erstes Luftfahrtunternehmen 1978 als Tochtergesellschaft von Lelco. Es wurde 1982 in Air Berlin Inc. und 1992 in Lundair Inc. umbenannt. 1991 gründete Lundgren zusammen mit Joachim Hunold Air Berlin. Das Unternehmen beantragte am 15. August 2017 die Eröffnung eines Insolvenzverfahrens, welches am 1. November 2017 eröffnet wurde.
Lundgren studierte Architektur an der University of California, Berkeley in Berkeley, Kalifornien (Abschluss 1967).

## Familie
Lundgren ist mit Karen, geborene Smith verheiratet, und lebt in seinem Heimatort in Camp Sherman, Oregon.
Der Unternehmer Shane Lundgren (* 1961) ist sein Sohn.